# Eucalyptus blakelyi
Eucalyptus blakelyi är en myrtenväxtart som beskrevs av Joseph Henry Maiden. Eucalyptus blakelyi ingår i släktet Eucalyptus och familjen myrtenväxter. Inga underarter finns listade i Catalogue of Life.